# The Janitor
The Janitor ist ein kanadischer Zeichentrick-Kurzfilm von Vanessa Schwartz aus dem Jahr 1994.

## Handlung
Ein dicklicher Mann mit einem Besen in der Hand erscheint. Es handelt sich um den himmlischen Hausmeister, der von niemand anderem als Gott persönlich eingestellt wurde. Der etwas tollpatschige Hausmeister, der zum Beispiel den Mond putzen muss, berichtet, dass er eines Tages für das Tünchen des Mars mit roter Farbe zuständig war. Er hatte jedoch sein Notizbuch vergessen und die falsche Farbe gewählt. Er musste eine neue Farbe holen und vergaß dabei, dass er die ganze Zeit den Regen angestellt hatte. Er wässerte nun 40 Tage lang die Erde, während er den Mars neu strich. Dank Noah ging die Sintflut jedoch glimpflich aus. Der Hausmeister erzählt von weiteren Begebenheiten der Bibel, so von seiner unfreiwilligen Verwicklung in die Himmelfahrt Christi. So erweisen sich die biblischen Begebenheiten als Versuche des Hausmeisters, eigene Fehler zu beheben.

## Produktion
The Janitor wurde von Vanessa Schwartz während ihres Bachelor-Studiums an der CalArts gedreht. Der Film wurde mit Bleistift auf Papier animiert. Die Handlung beruht auf dem gleichnamigen Monolog von Geoffrey Lewis, den Schwartz bereits Ende der 1980er-Jahre auf einem Album gehört hatte. Der Monolog wird auch im Film von Lewis gesprochen.
Schwartz begann bereits Ende der 1980er-Jahre mit der Arbeit am Film. Sie setzte sie mehrere Monate lang am National Film Board of Canada in Vancouver fort, bevor sie Ende 1992 an die CalArts zurückkehrte. Sie arbeitete hier weiter an ihrem Film, dessen Animation sie im Sommer 1993 bei Bill Melendez Productions fertigstellte. Tonaufnahmen folgten, sodass der Film im Januar 1994 fertiggestellt war.

## Auszeichnungen
The Janitor gewann 1994 die Goldmedaille der Student Academy Awards in der Kategorie „Animation“. Der Film wurde 1995 für einen Oscar in der Kategorie „Bester animierter Kurzfilm“ nominiert, konnte sich jedoch nicht gegen Bob’s Birthday durchsetzen.